# 南部川 (和歌山県)
南部川（みなべがわ）は、和歌山県中部の日高郡みなべ町を流れる二級河川の本流である。

## 地理
虎ヶ峰（標高789.5m）に発し、みなべ町の中央を西に流れ、途中で南西に向きを変え支流の井の川、玉川と合流した後、南部湾に集まり、太平洋に流れ出る。
土地の90％が山林であり、農地は2％に過ぎない。しかし、周辺の梅林から収穫したウメ果実を加工する工場が下流域のみなべ市街に多く集まっており、芳醇な梅の香りが沿線に漂う独特の雰囲気を持つ。また日高川流域と並ぶ紀州備長炭の産地でもあり、とりわけ上流の高城や清川（紀州備長炭振興館がある）は一大産地となっている。
国道424号線が縫うように敷設されており、上流部も道路拡張やトンネル開削などが行われている。
中流部には島ノ瀬ダムがあり南紀用水という農業用水に使われる。ウルグアイ・ラウンドの一環で開発された。決して流域水量は潤沢ではなく、農地のひび割れなどの干害が多発したことが原因である。
支流には軽井川、木ノ川、東神野川、高野川、市井川、辺川、玉川、奥谷川、瓜谷川、井の谷川、桜川と、最下流の南部湾沿いに古川がある。
西本庄より上流部は植生、生物ともに豊かで清流としても知られているが、下流は梅加工場の廃液や住宅地の下水などによって環境基準を上回るなど水質悪化が深刻化していた。それを受けて上下水道整備などの浄化事業が実施され、本流は環境水準A類型と良好な水質まで回復した（支流の古川は生活・農業用水使途にとどまっている）。
近年は本流の水質改善を受けて鮎の稚魚放流が行われたりもしている。
歴史的には江戸時代、熊野詣が盛んに行われていた頃には南部川の渡し船が殷賑を極めたといわれている。

## 流域の自治体
和歌山県
日高郡みなべ町

## 並行する交通

### 道路
- 国道424号線